# Depressão mascarada
A depressão mascarada (DM) foi uma forma proposta de depressão atípica na qual sintomas somáticos ou distúrbios comportamentais dominam o quadro clínico e disfarçam o transtorno afetivo subjacente. O conceito não é atualmente apoiado pelos profissionais da saúde mental.

## Manifestações clínicas
As manifestações somáticas da DM são distinguidas por uma diversidade extrema:110 e incluem dores de cabeça, dores nas costas, dores abdominais, etc. O comportamento patológico que mascara a depressão pode assumir a forma de jogo compulsivo, trabalho compulsivo, alterações na excitação ou função orgástica, diminuição do libido ou, ao contrário, comportamento sexual impulsivo, alcoolismo ou dependência de drogas.

## Disputa sobre o conceito
A DM tem sido descrito de várias maneiras como "depressão senoidal (sem) depressão" ( K. Schneider, 1925), depressão "latente" (Lange J., 1928), "depressão vegetativa" (R. Lemke, 1949) "depressão oculta" ou "mascarada" (Juan José López Ibor, 1972;  Kielholz JJ, 1983; Pichot P .; Hasson J., 1973), "larvate" ou "depressão somática" (Gayral L., 1972), "equivalentes depressivos" etc. A maioria dos investigadores, especialmente aqueles nos países de língua alemã, presumiu que a depressão mascarada (em alemão:  die larvierte Depression) fosse a depressão endógena. O termo foi amplamente usado nas décadas de 1970 e 1980, mas no final do século 20 houve um declínio no interesse pelo estudo da depressão mascarada. Hoje em dia, esse diagnóstico não desempenha um papel clínico ou científico significativo.

## Epidemiologia
Supõe-se que a DM seja um fenómeno clínico comum. De acordo com alguns autores, a depressão mascarada é tão frequente quanto a depressão normal. Embora a depressão mascarada possa ser encontrada em qualquer idade, ela foi observada mais commumente após a meia-idade.
O diagnóstico e tratamento da DM na prática clínica é complicada pelo fato de quem tem DM não estar ciente da sua doença mental. Pacientes com DM são relutantes a associar os seus sintomas físicos a um transtorno afetivo e recusam cuidados de saúde mental. Regra geral, esses pacientes atribuem os seus distúrbios a doenças físicas, procuram atendimento médico e relatam apenas queixas somáticas aos seus médicos, com a consequência de que muitas dessas depressões não são reconhecidas ou são mal diagnosticadas e maltratadas. As estimativas de pacientes deprimidos que são corretamente identificados e tratados variam entre os 5% e os 60%. Dados recentes mostram que cerca de 10% das pessoas que consultam o médico por qualquer motivo sofrem originalmente de distúrbios afetivos mascarados por sintomas físicos.

## Status diagnóstico oficial
As classificações atuais: CID-10 e DSM-IV não contêm o termo "depressão mascarada". Alguns psiquiatras ucranianos afirmam que o DM deve ser qualificado como "depressão com sintomas somáticos" (F 3x.01), de acordo com a CID-10.

## Critérios de diagnóstico
Os transtornos afetivos em pacientes com DM só pode ser detectado por meio de uma consulta com um médico especializado na saúde mental.:408:576 Regras de exclusão orgânica e outros critérios são utilizados para fazer o diagnóstico correto da DM.:185–188